# Thép dụng cụ

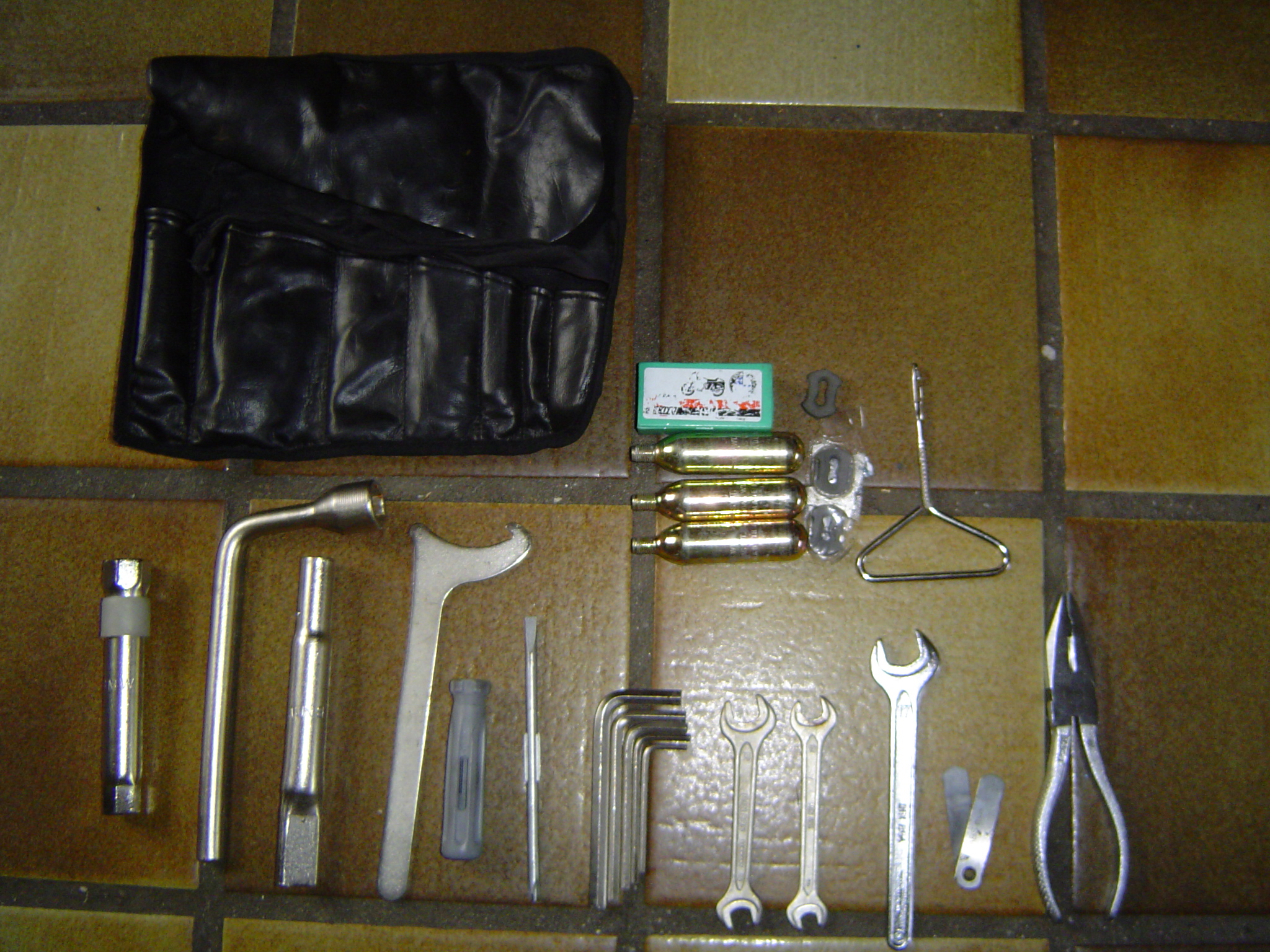
Thép dụng cụ

Thép dụng cụ là loại thép dùng chế tạo dụng cụ cắt gọt, dụng cụ biến dạng và dụng cụ đo.Thường là thép cacbon và hợp kim có %Cacbon ≥ 0,7%.
Có độ cứng, độ bền và tính chống mài mòn cao.

## Yêu cầu
Tính chất cơ bản của dụng cụ là tác động lực vào phôi nên thép dụng cụ có yêu cầu cơ bản là có độ cứng cao, tính chống mài mòn cao.
- Độ cứng cao phải đảm bảo cao hơn hẳn độ cứng của phôi. Tuỳ từng loại phôi, sản phẩm mà có yêu cầu khác nhau về độ cứng tối thiểu.
- Tính chống mài mòn cao để đảm bảo dụng cụ được làm việc lâu dài, gia công khối lượng công việc lớn mà không bị hư hỏng, hoặc làm mất cấp chính xác.
- Độ dai va đập là yếu tố quan tâm thứ yếu: Nhằm đảm bảo cho dụng cụ tránh bị gãy vỡ khi làm việc.
- Tính chịu nhiệt: Do các dụng cụ làm việc với ma sát lớn, sinh nhiều nhiệt trong quá trình làm việc.

## Công dụng
Thép dụng cụ thường dùng chế tạo các loại dụng cụ sau:
- Dụng cụ cắt: các loại dao cho máy tiện, máy phay, máy bào, tuốt...
- Dụng cụ biến dạng với đặc trưng tạo hình: trục cán, khuôn dập, khuôn ép chảy...
- Dụng cụ đo: các loại thước cặp, pan me, dưỡng đo kiểm...
- Ứng dụng khác:...

## Thành phần hoá học
- Cacbon: Hàm lượng cacbon quyết định đến độ cứng và tính chống mài mòn nên hàm lượng cacbon thường cao. Tùy thuộc vào các loại dụng cụ mà có thể ở các khoảng sau:
  - Các dụng cụ cần yêu cầu cao về độ cứng và độ chống mài mòn như dao cắt, dụng cụ biến dạng nguội, dụng cụ cắt gọt... hàm lượng cacbon có thể không thấp hơn 0,7-1,0%; nói chung vào khoảng trên 1,0% đến 1.3% vì lớn hơn thì độ bền bắt đầu giảm.
  - Đối với các dụng cụ gia công phôi mềm hoặc ở trạng thái nóng, hàm lượng cacbon có thể thấp hơn (khoảng 0,3-0,5% so với loại trên).
- Hợp kim: Hợp kim trong thép dụng cụ thường đưa vào ít, hợp kim chủ yếu để tăng tính thấm tôi, tính chống ram do đó làm tăng tính cứng nóng (như W, Mo).

## Phân loại thép dụng cụ
Thép dụng cụ thường được phân loại thành các loại thép sau:
- Thép làm dụng cụ cắt.
  - Thép làm dao năng suất thấp
  - Thép làm dao năng suất cao: thép gió...
- Thép làm dụng cụ biến dạng
  - Thép làm dụng cụ biến dạng nguội
    - Thép làm khuôn nhỏ, trung bình (theo đặc tính, phân loại khác nhau)
    - Thép làm khuôn lớn và có tính chống mài mòn rất cao.
    - Thép làm khuôn chịu tải trọng va đập

  - Thép làm dụng cụ biến dạng nóng
    - Thép làm khuôn rèn
    - Thép làm khuôn ép chảy
- Thép làm dụng cụ đo
  - Thép làm dụng cụ đo cấp chính xác cao
  - Thép làm dụng cụ đo cấp chính xác thấp